# Окунево (Кемеровская область)
Окунево — село в Промышленновском районе Кемеровской области. Административный центр Окуневского сельского поселения.

## География
Центральная часть населённого пункта расположена на высоте 155 м над уровнем моря.

## Население
| 2010 |
| ---- |
| 1447 |

### Половой состав
По данным Всероссийской переписи населения 2010 года, в селе Окунево проживало 1447 человек (694 мужчины, 753 женщины).

## Улицы
| - ул. 1-я Урожайная, - ул. 2-я Урожайная, - ул. Береговая, - ул. Вокзальная, - пер. Вокзальный, | - ул. Зелёная, - ул. Колхозная, - пер. Кооперативный, - пер. Луговой, - пер. Мелиоративный, | - пер. Механический, - ул. Молодёжная, - пер. Почтовый, - ул. Садовая, - ул. Сибирская, | - пер. Сибирский, - ул. Станционная, - ул. Степная, - ул. Центральная, - пер. Центральный. |

## Инфраструктура
В селе действует детский дом.